# نه‌گرایی
نه‌گرایی (انگلیسی: Noneism) مدل مایننگیسم (به نام Alexius Meinong آلکسیوس مایننگ)، یک نظریه در منطق و متافیزیک است. بر این باور است که برخی چیزها وجود ندارند یا هستی ندارند. این اولین بار توسط ریچارد سیلوان در سال ۱۹۸۰ ابداع شد و دوباره در سال ۲۰۰۵ توسط گراهام پریست تصاحب شد.